# Młodszy ratownik WOPR
Młodszy ratownik WOPR – najniższy stopień ratowniczy w WOPR. Uprawnienie do pracy na kąpieliskach, pływalniach krytych i odkrytych oraz w czasie imprez na wodach i nad wodami zgodnie z obowiązującymi przepisami, obowiązujące do roku 2012. Ustawą o bezpieczeństwie osób przebywających na obszarach wodnych od 1 stycznia 2012 wprowadzono tylko jedno uprawnienie – ratownik wodny, zastępujące wszystkie istniejące uprawnienia z zakresu ratownictwa wodnego.

## Historia i miejsce w hierarchii stopni
Przed 2012 rokiem do nadawania stopni w ratownictwie oraz określania uprawnień do prowadzenia działań ratowniczych były uprawnione specjalistyczne organizacje ratownicze. W przypadku ratownictwa wodnego katalog stopni i  uprawnień w ratownictwie wodnym został ustanowiony przez  Zarząd Główny WOPR, wymieniając aż 6 stopni ratowniczych:
1) młodszy ratownik WOPR; 
2) ratownik WOPR;  
3) ratownik wodny pływalni; 
4) ratownik wodny śródlądowy; 
5) ratownik wodny morski;
6) starszy ratownik wodny.
Powyższe stopnie zachowały ważność w ratownictwie wodnym, jeśli zostały nadane bądź też ich uzyskiwanie zostało rozpoczęte przed 1 stycznia 2012. Od 2012 roku, a ściślej od dnia 3 lipca 2012, obowiązują przepisy rozporządzenia Ministra Spraw Wewnętrznych z dnia 21 czerwca 2012 r. w sprawie
szkoleń w ratownictwie wodnym. Przewidują one jedno minimum 63-godzinne szkolenie ratownika wodnego. Jednakże Wodne Ochotnicze Pogotowie Ratunkowe zachowało dotychczasowe stopnie, które należy od tej pory traktować jako wewnętrzną hierarchię organizacji (potwierdzenie utrzymania stopni można znaleźć m.in. w uchwale ZG WOPR z dnia 28 marca 2015 r.). 
Wymogami formalnymi do kursu są:
- uczestnikiem może być osoba, która ukończyła 12. rok życia,
- uczestnik ma być członkiem WOPR,
- uczestnik ma złożyć:
  - pisemną zgodę na udział w kursie (w przypadku osoby niepełnoletniej pisemną zgodę wyraża jej opiekun prawny),
  - zaświadczenie lekarskie lub oświadczenie o braku przeciwwskazań do odbycia kursu (w przypadku osoby niepełnoletniej oświadczenie składa jej opiekun prawny),
- uczestnik ma posiadać kartę pływacką lub specjalną kartę pływacką.

Uprawnienia (do 2012 roku):
- Młodszy ratownik WOPR mógł: 
  - pełnić dyżury społeczne pod nadzorem ratownika starszego stopniem w parkach wodnych i pływalniach oraz na kąpieliskach,
  - udzielać pierwszej pomocy zgodnie z ustawą o Państwowym Ratownictwie Medycznym (Dz.U. z 2006 r. nr 191, poz. 1410).
- Młodszy ratownik WOPR nie może pracować w charakterze ratownika.
- Młodszy ratownik WOPR nie podlega weryfikacji.